# Béla Husz
Béla Husz (1893 – 1954) è stato un botanico e micologo ungherese specializzato in funghi e licheni.
Husz fu professore presso la Facoltà di Scienze Orticole della Corvinus University di Budapest.

## Biografia
In gioventù, grazie ad una borsa della Fondazione Rockefeller, poté studiare per due anni negli Stati Uniti d'America.
Lavorò presso la sede di Saint Paul dell'Università del Minnesota collaborando con Stakman; i risultati in ambito della fisiologia e dell'ecologia della ruggine del grano destarono grande attenzione nel mondo.
Successivamente Husz studiò con Shear a Washington presso l'Istituto di Patologia delle Piante. A questo periodo seguì un soggiorno di studio in California, dove apprese lo stato dell'arte della pratica fitosanitaria.
Grazie al suo viaggio negli Stati Uniti, Husz introdusse un nuovo modo di valutare la protezione delle piante dalle patologie, focalizzandosi sull'eziologia e l'ecologia delle colture. Fino ad allora, la protezione delle colture era basata sulla sintomatologia.
Il suo accurato lavoro è disponibile nelle oltre 400 pubblicazioni principalmente riguardanti la micologia.
Tra le specie da lui descritte si ricorda Coniothyrium prunicola (Sacc.) Husz, 1939.

## Opere principali
- B. Husz, Some wilt diseases of cultivated plants, Botanikai Közlemények, 32: 38-51, 1936.
- B. Husz, Mycological investigations on apoplectic apricot trees, Acta Mycologica Hungaricae, 4: 6-7, 1947.